# 병아리꽃나무
병아리꽃나무(학명: Rhodotypos scandens)는 장미과의 갈잎 떨기나무이다. 한국 원산이다. 중국과 일본에서도 자생한다. 이름은 꽃과 열매를 병아리에 비유한 데서 유래했다.

## 생태
키는 1~2 미터에 달하며 가지가 많이 갈라진다. 잎은 마주나고 달걀 모양이거나 긴 달걀 모양이며 길이 4~8 센티미터, 너비 2~4 센티미터쯤 된다. 가장자리에 겹톱니가 있고 끝이 뾰족하고 주름 진다. 흰색 꽃이 4~5월에 어린 가지 끝에서 핀다. 지름은 3~5 센티미터 정도이며 꽃잎은 대개 네 장이다.(간혹 다섯 장 달린 것도 있다.) 수술은 많은데 꽃잎보다 짧다. 열매는 검은색으로 익는데 광택이 나며 네 개씩 달린다. 길둥근 모양의 핵과이다.

## 쓰임
꽃과 열매가 예뻐 공원에 많이 식재되어 있는 편이다. 한방에서 계마(鷄麻)라고 불리기도 하는데, 혈이 허해서 신장이 약해졌을 때 원기를 회복하기 위한 약재로 사용하였다.

## 사진

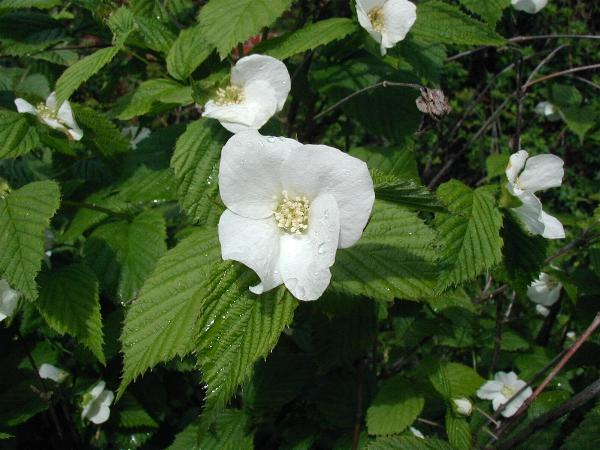
꽃
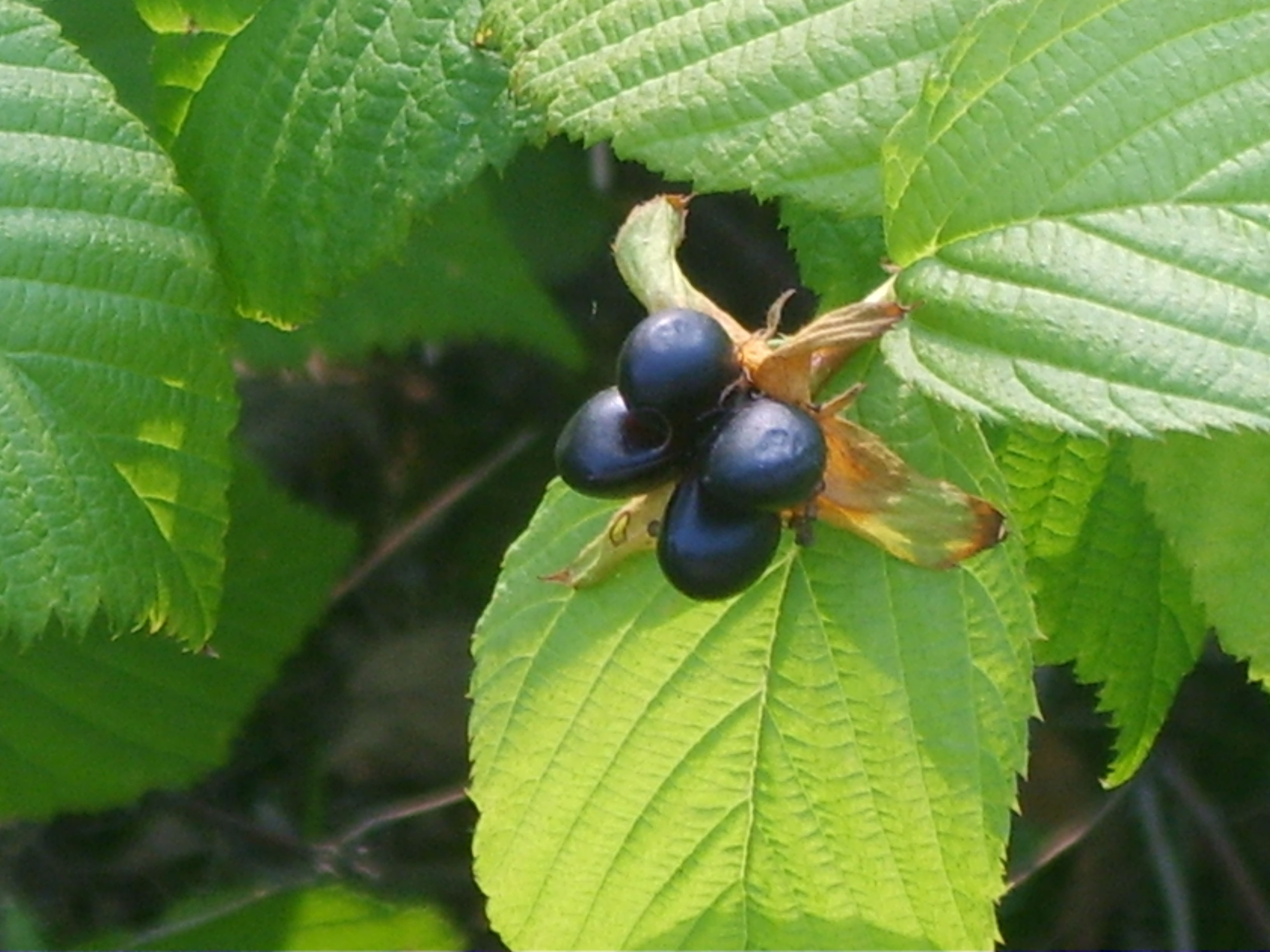
열매
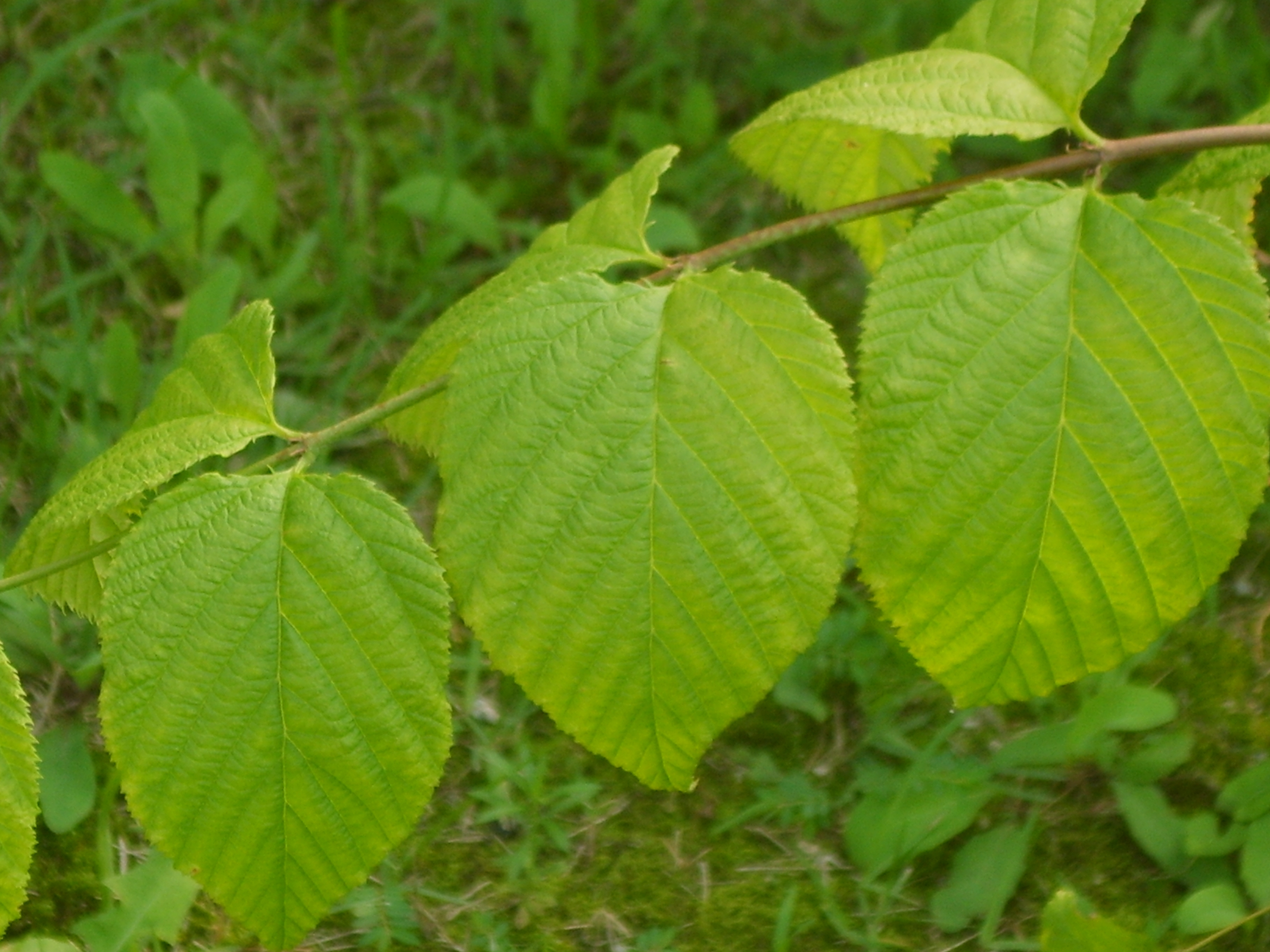
잎가지
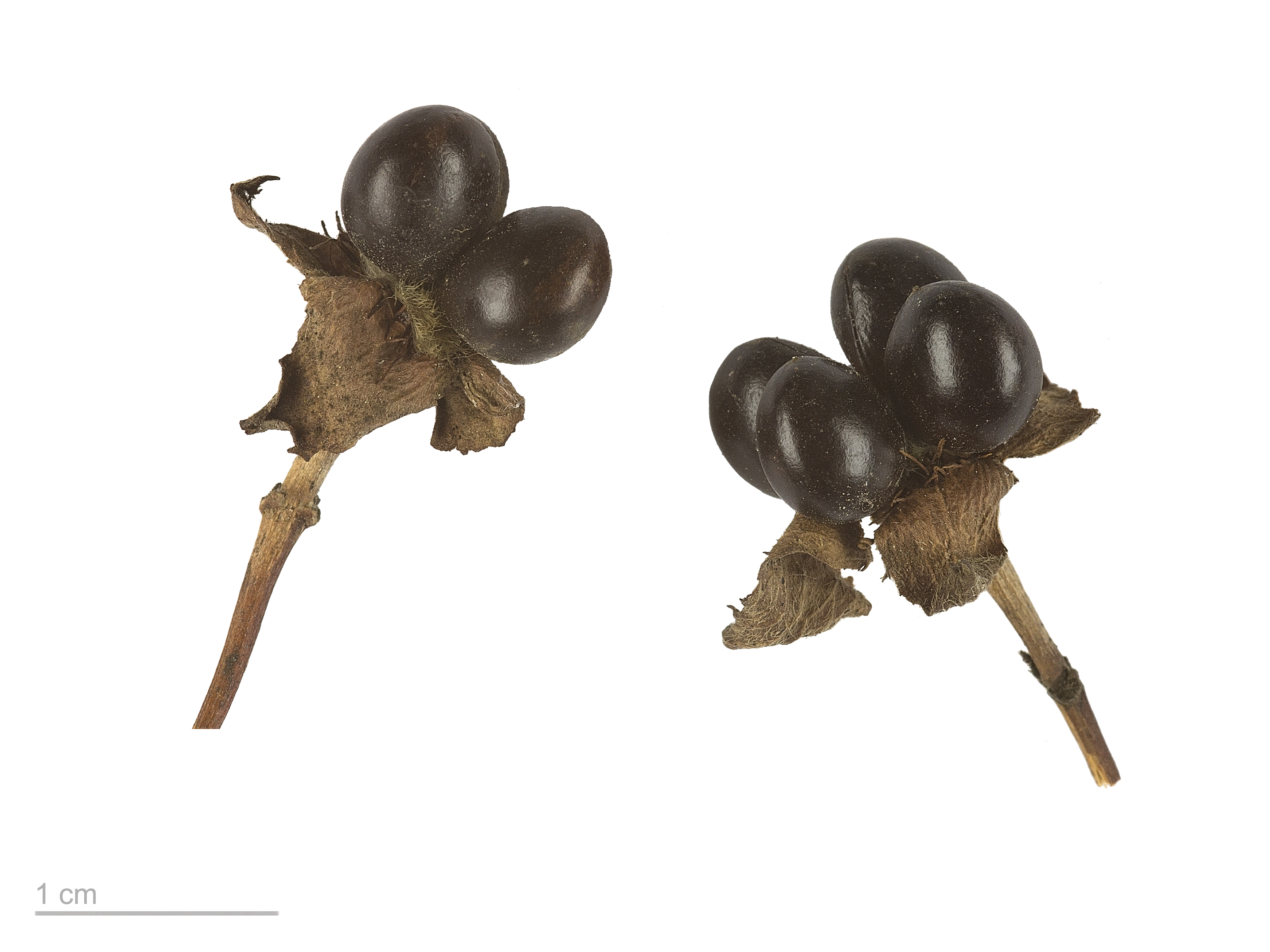
Rhodotypos scandens - Museum specimen

## 같이 보기
대한민국에서는 아래의 병아리꽃나무를 천연기념물로 보호한다.
- 발산리의 모감주나무, 병아리꽃나무 군락지

## 참고 문헌
- 윤주복 (2004). 《나무 쉽게 찾기》. 진선출판사. ISBN 978-89-7221-414-4.
- 고경식; 김윤식. 《원색한국식물도감》. 아카데미서적.
- 풀베개 보관됨 2015-12-10 - 웨이백 머신